# Trocherateina pohliata
Trocherateina pohliata är en fjärilsart som beskrevs av Felder 1875. Trocherateina pohliata ingår i släktet Trocherateina och familjen mätare. Inga underarter finns listade i Catalogue of Life.